# Bellikon
Bellikon est une commune suisse du canton d'Argovie, située dans le district de Baden.

Vue aérienne (1952).